# Caterham Cars

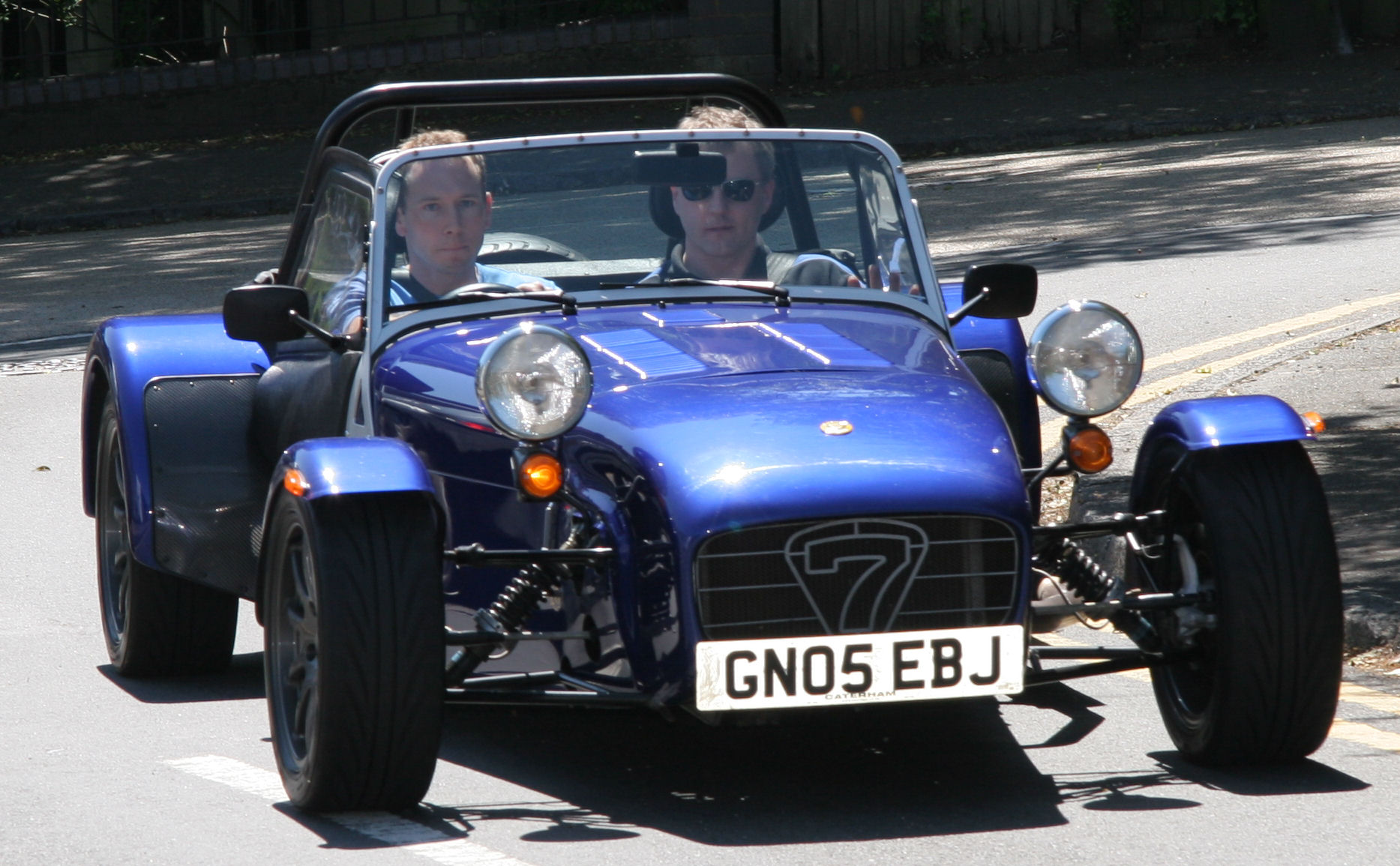
Caterham 7 Roadsport

Caterham Cars – brytyjski producent lekkich samochodów sportowych, z siedzibą w Caterham, w hrabstwie Surrey w Wielkiej Brytanii.
Jedynym modelem produkowanym obecnie przez firmę jest Caterham 7, który jest następcą samochodu Lotus Seven Series 3 z 1968 roku. Prawa do jego produkcji przedsiębiorstwo nabyło od Lotusa w 1973 roku.

## Modele
- Caterham 7 CSR
- Caterham R500